# 4759 Åretta
4759 Åretta è un asteroide della fascia principale. Scoperto nel 1978, presenta un'orbita caratterizzata da un semiasse maggiore pari a 3,1821506 UA e da un'eccentricità di 0,1732591, inclinata di 0,80120° rispetto all'eclittica.
L'asteroide è dedicato all'omonima scuola della città di Lillehammer in Norvegia che è risultata tra le migliori tre in Norvegia per l'insegnamento dell'astronomia nel 2009 nell'ambito delle manifestazioni per l'Anno internazionale dell'astronomia.